# (23691) Jefneve
(23691) Jefneve est un astéroïde de la ceinture principale.

## Description
(23691) Jefneve est un astéroïde de la ceinture principale. Il fut découvert le 3 mai 1997 à La Silla par Eric Walter Elst. Il présente une orbite caractérisée par un demi-grand axe de 2,61 UA, une excentricité de 0,18 et une inclinaison de 4,2° par rapport à l'écliptique.